# Killers of the Flower Moon
Killers of the Flower Moon (literalment Els assassins de la lluna de flors) és una pel·lícula estatunidenca de drama criminal històric presentada al Festival de Cannes el maig de 2023 i estrenada mundialment el 20 d’octubre de 2023, dirigida per Martin Scorsese i coescrita per Scorsese i Eric Roth, basada en el llibre de no ficció Killers of the Flower Moon: The Osage Murders and the Birth of the FBI, escrit per David Grann. El llibre està basat en una sèrie d'assassinats a Oklahoma als anys 1920 en una reserva tribal dels osages en la qual s'havia descobert petroli. El repartiment inclou Leonardo DiCaprio, també productor, Robert De Niro, Jesse Plemons, Lily Gladstone i Brendan Fraser. La pel·lícula és la sisena col·laboració entre Scorsese i DiCaprio i la desena entre el director i De Niro.

## Repartiment
- Leonardo DiCaprio com a Ernest Burkhart, veterà de la Primera Guerra Mundial
- Robert De Niro com a William King Hale, oncle de Burkhart
- Lily Gladstone com a Mollie Burkhart, muller de Burkhart
- Jesse Plemons com a Thomas Bruce White, agent de l'FBI investigant Hale
- Tantoo Cardinal com a Lizzie Q, mare de Mollie
- Brendan Fraser com a W. S. Hamilton, advocat corrupte de Hale
- John Lithgow com a Peter Leaward, fiscal acusador en cap en els judicis contra Burkhart i Hale
- Cara Jade Myers com a Anna Brown, germana de Mollie
- JaNae Collins com a Reta, cosina de Mollie
- Jillian Dion com a Minnie, germana de Mollie
- William Belleau com a Henry Roan, primer marit de Mollie
- Scott Shepherd com a Bryan Burkhart
- Louis Cancelmi com a Kelsie Morrison
- Jason Isbell com a Bill Smith
- Sturgill Simpson com a Henry Grammer
- Ty Mitchell com a John Ramsey
- Tatanka Means com a John Wren
- Michael Abbott Jr. com a Frank Smith
- Pat Healy com a John Burger
- Gary Basaraba com a William J. Burns
- Steve Eastin com a Juiz John Calvin Pollock
- Barry Corbin com a Turton, funerari
- Katherine Willis com a Myrtle Hale
- Gene Jones com a Pitts Beatty